# Speudotettix montanus
Speudotettix montanus är en insektsart som beskrevs av Gebicki och Jacek Szwedo 1991. Speudotettix montanus ingår i släktet Speudotettix och familjen dvärgstritar. Inga underarter finns listade i Catalogue of Life.